# Triaenodes hauseri
Triaenodes hauseri är en nattsländeart som beskrevs av Wolfram Mey 1998. Triaenodes hauseri ingår i släktet Triaenodes och familjen långhornssländor. Inga underarter finns listade i Catalogue of Life.